# Ogasawara (Tokio)
Ogasawara (jap. 小笠原村, -mura) ist eine Dorfgemeinde in der Unterpräfektur Ogasawara, Präfektur Tokio.

## Geografie
Das Gemeindegebiet umfasst alle Ogasawara-Inseln, wobei die weit abgelegene Insel Minami-Torishima den östlichsten Punkt und Okinotorishima den südlichsten Punkt Japans bildet.
Die einzigen bewohnten Inseln, Chichi-jima und Haha-jima, sind 50 km voneinander entfernt. Das Rathaus befindet sich auf Chichi-jima, 1000 km von Chiyoda, Tokio entfernt. Eine Besonderheit ist, dass die Gemeinde nicht zu einem Landkreis (gun) gehört, sondern direkt einer Unterpräfektur gleichen Namens untergeordnet ist.
Auf Chichi-jima herrschte 2001 im Jahresmittel eine Temperatur von 23,3 °C mit 33,6 °C als Maximum und 10,9 °C als Minimum. Der Niederschlag beträgt etwa 1600 mm im Jahr.
Auf Haha-jima gibt es eher feuchte Böden, sodass die Bäume Wuchshöhen von 15 m erreichen und im zentralen Sekimon-Gebiet (石門) befindet sich ein Urwald. Zum Schutz dessen Ökosystems wurde hier 1994 ein Naturschutzgebiet eingerichtet. Auf der Hahajima-Inselkette wiederum befinden sich eher trockene Böden mit trockenem Buschwerk, das nur 8 m Wuchshöhe erreicht. Auf Grund der abgelegenen Lage gibt es auf den Inseln viele endemische Tier- und Pflanzenarten. Bei den Pflanzen machen diese etwa 50 % aus. Nur auf Haha-jima befindet sich z. B. der Hahajima Meguro (Apalopteron familiare hahasima), der zu einem außerordentlichen Naturdenkmal (特別天然記念物, tokubetsu tennen kinenbutsu) ernannt wurde. Auf Minami-Iwojima sind sogar alle Arten ein Naturdenkmal und die gesamte Insel eines von nur fünf „Gebieten zum Erhalt der unberührten, natürlichen Umwelt“ (原生自然環境保全地域, gensei shizen kankyō hozen chiiki).

## Geschichte

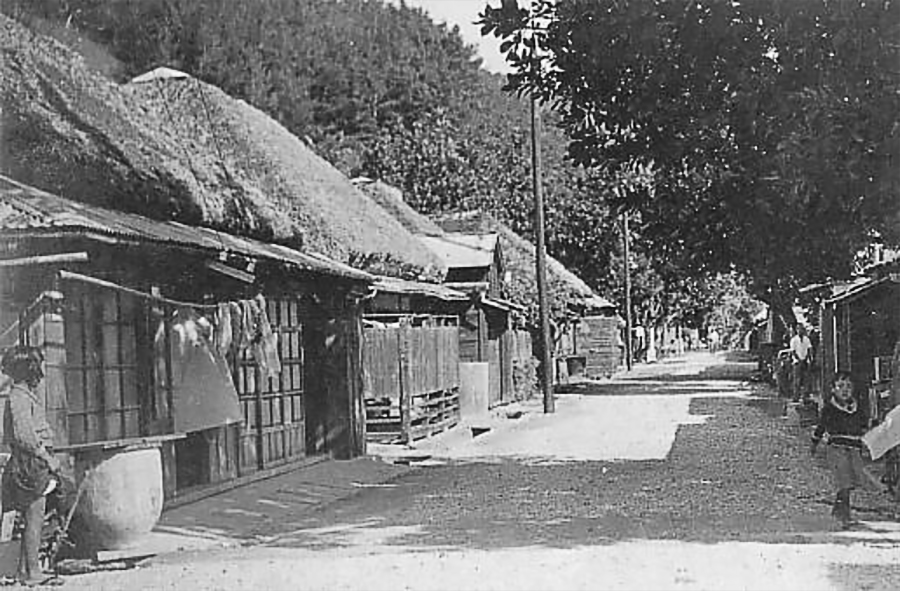
Ogasawara vor 1945

1593 berichtete Ogasawara Sadayori, Herr über die Burg Fukashi, von der Entdeckung der Inseln. Die erste Besiedlung fand 1830 durch fünf Weiße und zwanzig hawaiische Emigranten auf Chichi-jima statt. 1876 schickte die Meiji-Regierung eine Expedition zu den Inseln und beansprucht diese für sich. 1880 wurde die Inselgruppe administrativ der neu eingerichteten Zweigstelle Ogasawara (小笠原出張所, Ogasawara-shutchōjo) der Präfektur Tokio zugeordnet. 1882 wurden alle Ausländer eingebürgert. 1886 wurde die Zweigstelle durch die Inselbehörde Ogasawara (小笠原島庁, Ogasawara-tōchō) und diese 1926 durch die Unterpräfektur Ogasawara ersetzt. Vom 30. Juli bis zum 1. August 1927 besuchte Kaiser Hirohito die Inseln.
1940 wurden die Dörfer Ōmura (大村), Ōgimura-Fukurosawa (扇村袋沢村, -mura) auf Chichi-jima, Okimura (沖村) und Kitamura (北村) auf Haha-jima und Iōtō (硫黄島村, -mura) auf Iwojima (Iōtō) als eigenständige Gemeinden organisiert.
1944 wurden wegen der sich verschlimmernden Kriegssituation außer den 825 zivilen Angestellten alle 6.886 Einwohner auf die Hauptinseln evakuiert. Die Inseln wurden von den USA besetzt.
1946 wurden 129 früheren Einwohnern mit europäischem oder amerikanischem Hintergrund die Rückkehr gestattet.
Am 26. Juni 1968 wurden die Inseln wieder an Japan zurückgegeben und administrativ einem einzigen Dorf Ogasawara innerhalb der wieder neu eingerichteten Unterpräfektur zugeordnet. Dadurch konnten auch wieder die japanischstämmigen Einwohner zurückkehren. Die Ausnahme bildet Iwojima das bis heute (2009) von den Meeresselbstverteidigungsstreitkräften verwaltet wird und dessen Betreten für Zivilisten im Wesentlichen nur für Grabbesuche gestattet ist.
Am 16. Oktober 1972 wurde der Nationalpark Ogasawara über die Inselgruppe gegründet. Vom 2. bis 14. Februar 1994 statteten Kaiser Akihito und Kaiserin Michiko den Inseln einen Besuch ab.

## Sehenswürdigkeiten
Touristisch wird die Inselgruppe wegen ihrer weitgehend unberührten Natur und Artenvielfalt besucht.

## Verkehr

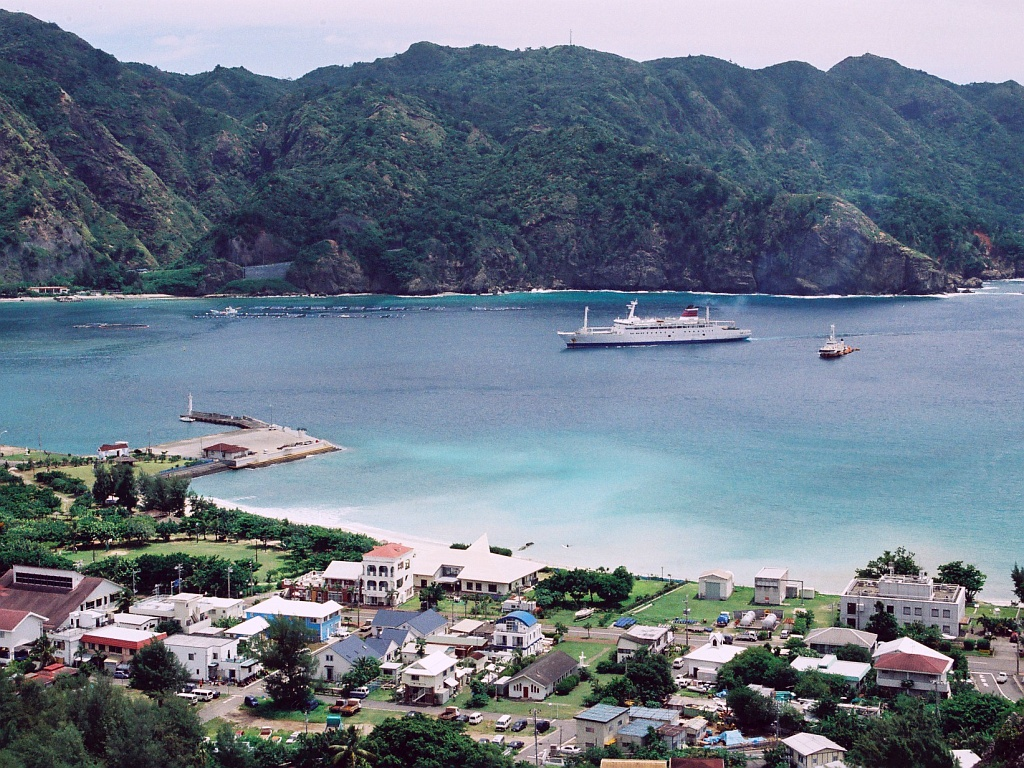
Einlaufen der Ogasawara-maru in den Futami-Hafen

Auf Chichi-jima befindet sich die Präfekturstraße 240 und auf Haha-jima die Präfekturstraße 241.
Chichi-jima ist vom Hafen Tokio aus mit dem Schiff Ogasawara-maru (おがさわら丸) mit einer Reisedauer von 25½ Stunden erreichbar. Dabei wird der Futami-Hafen (二見港, Futami-kō) angelaufen. Von diesem wiederum verkehrt die Hahajima-maru (ははじま丸) nach Haha-jima mit einer zweistündigen Reisedauer.
Ein Flughafen wurde bis 1998 auf Ani-jima, der unbewohnten Nachbarinsel von Chichi-jima, geplant, jedoch aus Umweltschutzgründen aufgegeben. Dann für Chichi-jima selbst vorgeschlagen, danach aber wiederum aus denselben Gründen aufgegeben.

## Wirtschaft
Von der Taishō- bis zur frühen Shōwa-Zeit wurden aufgrund des subtropischen Klimas Obstbäume und Wintergemüse angebaut. Gefischt wurden hauptsächlich Echter Bonito und Thunfisch, betrieben wurde aber auch Walfang und Korallenabbau.
Heutzutage leben die Einwohner der Insel hauptsächlich vom Tourismus. Eine Spezialität der Insel ist der 40%ige Rum, der auf Nathaniel Savory aus Massachusetts, einen der weißen Erstbesiedler, zurückgehen soll.

## Bildung
Die Gemeinde betreibt auf Chichi-jima die Grundschule Ogasawara und die Mittelschule Ogasawara sowie auf Haha-jima die Grundschule Haha-jima und die Mittelschule Haha-jima.
Hinzu kommt die von der Präfektur auf Chichi-jima betriebene Oberschule Ogasawara.